# Tadoritsuku Basho/Oxalis
Tadoritsuku Basho/Oxalis (辿り着く場所／オキザリス?) è un doppio singolo degli High and Mighty Color, scritto per il film Anata wo Wasurenai.

## Il disco
Entrambi gli A-side fanno parte della colonna sonora del film Anata wo Wasurenai (あなたを忘れない?), che rappresentò il debutto di Mākii come attrice. Il singolo venne distribuito in due edizioni (una con e una senza il DVD). I video musicali per i due brani sono stati diretti da Yusuke Takuno (Tadoritsuku Basho) e Hiroto Fujiyasu (Oxalis) e pubblicati il 25 gennaio.
Oxalis venne successivamente inserita nelle compilation 10 Color Singles e BEEEEEEST, mentre Tadoritsuku Basho solo in quest'ultima.

## Lista tracce
Testi e musiche degli High and Mighty Color.

### CD
1. Tadoritsuku Basho (辿り着く場所?) – 5:10
2. Oxalis (オキザリス?) – 4:27
3. Tadoritsuku Basho (Movie Version) (辿り着く場所 (Movie Version)?) – 5:06
4. Tadoritsuku Basho (Less Vocal Track) (辿り着く場所 (Less Vocal Track)?) – 5:10

### DVD
1. Tadoritsuku Basho (辿り着く場所?)
2. Gōman Seikatsu Eizō (傲慢生活映像?)

## Formazione
- Mākii – voce
- Yūsuke – seconda voce
- Kazuto – chitarra solista
- MEG – chitarra ritmica
- Mai Hoshimura – tastiere
- Mackaz – basso
- SASSY – batteria